# Oliver Tichy
Oliver Tichy (ur. 6 maja 1975 roku w Wiedniu) – austriacki kierowca wyścigowy.

## Kariera
Tichy rozpoczął karierę w wyścigach samochodowych w 1992 roku od startów w Niemieckiej Formule Ford 1600, gdzie jednak nie był klasyfikowany. W późniejszych latach pojawiał się także w stawce Niemieckiej Formuły Ford 1800, Europejskiej Formuły Ford, Telekom D1 ONS ADAC Tourenwagen Cup, Niemieckiej Formuły 3, Masters of Formula 3, Grand Prix Monako Formuły 3, Formuły 3000 oraz FIA GT Championship.
W Formule 3000 Austriak startował w latach 1996-1998. W pierwszym sezonie startów w ciągu dziewięciu wyścigów, w których wystartował, raz stanął na podium. Z dorobkiem pięciu punktów uplasował się na dziesiątej pozycji w klasyfikacji generalnej. Rok później Tichy stawał dwukrotnie na podium. Uzbierane 14 punktów dało mu siódme miejsce w końcowej klasyfikacji kierowców. W ostatnim swoim sezonie startów w serii nie zdobywał punktów.